# Малком (футболіст)
Малком Філіпе Сілва де Олівейра (порт. Malcom Filipe Silva de Oliveira, нар. 26 лютого 1997, Сан-Паулу) — бразильський футболіст та російський, нападник саудівського клубу «Аль-Гіляль». Грав за молодіжну збірну Бразилії.

## Клубна кар'єра
Народився 26 лютого 1997 року в місті Сан-Паулу. Вихованець футбольної школи клубу «Корінтіанс». 27 квітня 2014 року в матчі проти «Фламенго» він дебютував у бразильській Серії А. 19 вересня в поєдинку проти «Шапекоенсе» Малком забив свій перший гол за «Корінтіанс». У 2015 році він допоміг команді виграти чемпіонат країни. Всього за «Корінтіанс» Малком зіграв 71 матч і забив 10 голів у всіх турнірах.
На початку 2016 року Малкомом активно цікавилася дортмундська «Боруссія», але в результаті він перейшов у французьке «Бордо». Сума трансферу склала 5 мільйонів євро. Контракт підписаний до 2020 року. 7 лютого в матчі проти «Сент-Етьєна» він дебютував у Лізі 1. Свій перший гол за «Бордо» забив 10 лютого 2016 року в матчі Кубка Франції проти «Нанта». Матч закінчився з рахунком 3-4 на користь гостей. 7 травня 2016 року в матчі проти «Лор'яна» Малком забив свій перший гол у Лізі 1. Всього за 3 місяці гравець зіграв 13 матчів і забив 2 голи у всіх турнірах.
Сезон 2016/2017 почав з забитого голу в матчі 1-го туру чемпіонату Франції проти «Сент-Етьєна». Всього за сезон зіграв 45 матчів і забив 9 голів за клуб. 19 серпня 2017 року в матчі проти «Ліона» оформив свій перший «дубль» за «Бордо». Протягом двох з половиною сезонів відіграв за команду з Бордо 82 матчі в національному чемпіонаті, в яких 20 разів відзначався забитими голами.
24 липня 2018 року було офіційно оголошено про перехід бразильця до іспанської «Барселони», яка сплатила за його трансфер 41 мільйон євро і уклала з ним п'ятирічний контракт. Утім протягом наступного сезону бразилець отримував украй обмежений ігровий час, вийшовши на поле лише у 22 матчах в усіх турнірах і відзначившись чотирма голами.
2 серпня було оголошено про перехід гравця до російського «Зеніта», якому трансфер обійшовся у 40 мільйонів євро (плюс можливі додаткові 5 мільйонів у вигляді бонусів).

## Виступи за збірні
2015 року залучався до складу молодіжної збірної Бразилії, з якою взяв участь у молодіжному чемпіонаті Південної Америки у Уругваї. На турнірі він взяв участь у шести матчах і у поєдинку проти збірної Перу він забив свій перший гол за молодіжну команду.
Влітку того ж року Малком допоміг молодіжної команди вийти у фінал молодіжного чемпіонату світу у Нової Зеландії. На турнірі він зіграв у 5 матчах, включаючи фінал, де Бразилія програла Сербії  Всього на молодіжному рівні зіграв у 14 офіційних матчах, забив 2 голи.
4 березня 2016 року його викликали у бразильську олімпійську збірну, щоб взяти участь у двох товариських матчах проти Нігерії та Південної Африки під час підготовки до Олімпійських ігор 2016 року, проте на сам турнір молодий нападник не поїхав.

## Статистика виступів

### Статистика клубних виступів
Станом на 2 серпня 2019 року
| Сезон                  | Команда                | Чемпіонат              | Чемпіонат | Чемпіонат | Національний кубок | Національний кубок | Національний кубок | Континентальні кубки | Континентальні кубки | Континентальні кубки | Інші змагання | Інші змагання | Інші змагання | Усього | Усього |
| Сезон                  | Команда                | Ліга                   | Ігор      | Голів     | Ліга               | Ігор               | Голів              | Ліга                 | Ігор                 | Голів                | Ліга          | Ігор          | Голів         | Ігор   | Голів  |
| ---------------------- | ---------------------- | ---------------------- | --------- | --------- | ------------------ | ------------------ | ------------------ | -------------------- | -------------------- | -------------------- | ------------- | ------------- | ------------- | ------ | ------ |
| 2014                   | «Корінтіанс»           | ЛП+A                   | 1+20      | 0+2       | КБ                 | 3                  | 0                  | -                    | -                    | -                    | -             | -             | -             | 24     | 2      |
| 2015                   | «Корінтіанс»           | ЛП+A                   | 10+31     | 3+5       | КБ                 | 2                  | 0                  | КЛ                   | 3                    | 0                    | -             | -             | -             | 46     | 8      |
| Усього за «Корінтіанс» | Усього за «Корінтіанс» | Усього за «Корінтіанс» | 11+51     | 3+7       |                    | 5                  | 0                  |                      | 3                    | 0                    |               | -             | -             | 70     | 10     |
| 2015–16                | «Бордо»                | Л1                     | 12        | 1         | КФ+КЛ              | 1+0                | 1                  | -                    | -                    | -                    | -             | -             | -             | 13     | 2      |
| 2016–17                | «Бордо»                | Л1                     | 37        | 7         | КФ+КЛ              | 4+4                | 2+0                | -                    | -                    | -                    | -             | -             | -             | 45     | 9      |
| 2017–18                | «Бордо»                | Л1                     | 35        | 12        | КФ+КЛ              | 1+0                | 0                  | ЛЄ                   | 2                    | 0                    | -             | -             | -             | 38     | 12     |
| Усього за «Бордо»      | Усього за «Бордо»      | Усього за «Бордо»      | 82        | 20        |                    | 10                 | 3                  |                      | 2                    | 0                    |               | -             | -             | 96     | 23     |
| 2018–19                | «Барселона»            | ПД                     | 15        | 1         | КІ                 | 5                  | 2                  | ЛЧ                   | 2                    | 1                    | -             | -             | -             | 22     | 4      |
| Усього за кар'єру      | Усього за кар'єру      | Усього за кар'єру      | 161       | 31        |                    | 20                 | 5                  |                      | 7                    | 1                    |               | -             | -             | 188    | 37     |

## Досягнення
- Переможець Суперкласіко де лас Амерікас: 2018
- Олімпійський чемпіон (1): 2020
- Чемпіон Бразилії (1):

«Корінтіанс»: 2015
- Володар Суперкубка Іспанії (1):

«Барселона»: 2018
- Чемпіон Іспанії (1):

«Барселона»: 2018-19
- Чемпіон Росії (4):

«Зеніт»: 2019-20, 2020-21, 2021-22, 2022-23
- Володар Кубка Росії (1):

«Зеніт»: 2019-20
- Володар Суперкубка Росії (4):

«Зеніт»: 2020, 2021, 2022, 2023
- Чемпіон Саудівської Аравії (1):

«Аль-Гіляль»: 2023-24
- Володар Королівського кубка Саудівської Аравії (1):

«Аль-Гіляль»: 2023-24
- Володар Суперкубка Саудівської Аравії (2):

«Аль-Гіляль»: 2023, 2024

### Індивідуальні
- У списку 40 найбільших молодих обіцянок світового футболу: 2014 (The Guardian)[15]
- 52-й найкращий гравець до 21 року: 2016 (FourFourTwo)[16]
- Найкращий бомбардир чемпіонату Росії (1): 2022—2023 (23 голи)